# 毛決明
毛決明，也叫毛荚决明，为豆科決明屬下的一个种。